# Secretaría General del Consejo (Unión Europea)
La Secretaría General del Consejo es el órgano de apoyo y coordinación que asiste administrativamente al Consejo de la Unión Europea en sus funciones legislativa y presupuestaria, así como de coordinación de ciertas políticas, y al Consejo Europeo como institución presidencial y de impulso de la Unión Europea. También asiste a sus respectivos presidentes y al alto representante de la Unión, como presidente del Consejo de Asuntos Exteriores.
La Secretaría General está dirigida por un secretario general, nombrado por la mayoría cualficada del Consejo, que responde políticamente ante el pleno del mismo y que garantiza, en cooperación con la presidencia de turno de la institución, el buen funcionamiento de sus trabajos. Bajo su autoridad, y previa aprobación por el pleno, la Secretaría General ejecuta el presupuesto de la institución. 
Actualmente la secretaria general del Consejo es la francesa Thérèse Blanchet.
Así pues, la Secretaría General del Consejo lo es, en realidad, de dos instituciones comunitarias: el Consejo de la Unión y el Consejo Europeo. También asume la secretaría general de las Conferencias Intergubernamentales de la Unión.
En la estructura orgánica de la Secretaría General del Consejo se integran todos los funcionarios de este órgano, así como las unidades más relevantes del área funcional típicamente intergubernamental de la Unión, en particular de las políticas comunes de exteriores y defensa (PESC-PCSD). Entre estas últimas se incluyen el Estado Mayor de la Unión Europea y el SitCen (centro de información y operaciones).